# Grand Lac de Clairvaux
Ne doit pas être confondu avec Le Grand Lac de Clairvaux.
Pour les articles homonymes, voir Clairvaux (homonymie).
Le Grand Lac de Clairvaux est l'un des deux lacs de Clairvaux, situé dans le département du Jura, en Bourgogne-Franche-Comté.

## Hydrologie
Le Grand Lac de Clairvaux qui appartient à la commune de Clairvaux-les-Lacs, a une superficie de 64 hectares et une altitude de 525 mètres. La profondeur moyenne est de 7,8 mètres et la profondeur maximum est 20 mètres.

## Site archéologique
Au nord du Grand Lac on note la présence de sites archéologiques découverts dès 1869, dont la datation des vestiges s'étale de -3000 à -1000. On estime que d'autres sites se situeraient entre le grand lac et le petit lac. Début octobre 2009, les fouilles sont arrêtées par manque de crédit. Ces sites sont entrés au patrimoine mondial de l'UNESCO le 27 juin 2011 avec d'autres sites similaires répartis autour de l'arc alpin.

## Activités
De nombreuses activités nautiques sont proposées au Grand Lac, il est bordé de trois campings Le Grand Lac, La Grisière et Le Fayolan. La baignade est surveillée pendant la période estivale de fin juin à début septembre. Le lac était équipé d'un plongeoir à trois étages de 2,50 m, 5 m et 7,5 m, situé au sud de la plage. Il y était présent entre 1 947 et juin 2022 (73 ans).
La plage du lac a reçu en 2005 et depuis 2007 le pavillon bleu d'Europe.